# Grays Harbor
Grays Harbor est une baie et un estuaire situé environ 70 kilomètres au nord de l'estuaire du fleuve Columbia, sur la côte de l'océan Pacifique, dans le sud-ouest de l'État de Washington.

## Géographie
Grays Harbor fait 24 kilomètres de longueur pour 18 kilomètres de largeur. La Chehalis River s'y écoule à son extrémité orientale où se situe la ville d'Aberdeen. À côté de la Chehalis, plusieurs petites rivières et torrents s'écoulent dans Grays Harbor comme la Humptulips River. Deux péninsules, de faible relief, referment la baie ne laissant ouvert sur l'océan Pacifique qu'une passage d'environ trois kilomètres de largeur. La péninsule Nord est largement occupée par la ville d'Ocean Shores et se termine à Point Brown. Elle fait face à Point Chehalis, l'extrémité septentrionale de la péninsule Sud, péninsule qui abrite la ville de Westport.

## Histoire
Grays Harbor est nommée d'après le capitaine américain Robert Gray qui découvrit la baie le 7 mai 1792 lors d'un de ses voyages pour le commerce de la fourrure le long de la côte Nord-Est de l'océan Pacifique. Gray nomma la baie Bullfinch Harbor mais elle fut renommée par la suite Grays Harbor par le capitaine britannique George Vancouver qui explorait la région à la même époque. Les navires des deux capitaines s'étaient croisés en mer quelques jours plus tôt mais les voyages et découvertes de ce dernier ayant eu plus de retentissement, c'est le nom de Grays Harbor qui resta. Quelques jours plus tard, le 11 mai, Gray trouvera un passage navigable dans l'estuaire du fleuve Columbia et fut le premier Européen à y naviguer.

### Sources
- (en) Cet article est partiellement ou en totalité issu de l’article de Wikipédia en anglais intitulé « Grays Harbor » (voir la liste des auteurs).